# Xã Grinnell, Quận Gove, Kansas
Xã Grinnell (tiếng Anh: Grinnell Township) là một xã thuộc quận Gove, tiểu bang Kansas, Hoa Kỳ. Năm 2010, dân số của xã này là 399 người.